# Bélgica en los Juegos Paralímpicos de Sídney 2000
Bélgica estuvo representada en los Juegos Paralímpicos de Sídney 2000 por un total de 30 deportistas, 25 hombres y cinco mujeres.

## Medallistas
El equipo paralímpico belga obtuvo las siguientes medallas:
| Nombre                  | Deporte   | Evento                         |
| ----------------------- | --------- | ------------------------------ |
| Oro                     |           |                                |
| Kurt Van Raefelghem     | Atletismo | Pentatlón P13 masculino        |
| Plata                   |           |                                |
| Benny Govaerts          | Atletismo | 5000 m T38 masculino           |
| Gino de Keersmaeker     | Atletismo | Disco F42 masculino            |
| Francis de Baerdemaeker | Hípica    | Doma individual grado II mixto |
| Sabrina Bellavia        | Natación  | 100 m braza SB8 femenino       |
| Bronce                  |           |                                |
| Benny Govaerts          | Atletismo | 1500 m T37 masculino           |
| Alex Hermans            | Atletismo | Peso F36 masculino             |
| Thierry Daubresse       | Atletismo | Peso F42 masculino             |
| Sabrina Bellavia        | Natación  | 50 m libre S9 femenino         |